# 뻐삐앙
뻐삐앙(민난어: po̍h-piáⁿ, 중국어 간체자: 薄饼, 정체자: 薄餅, 병음: bóbǐng 보빙[*])은 동남아시아에서 즐겨 먹는 푸젠·차오저우식 롤 요리이다. 중국의 푸젠과 차오저우, 그리고 이곳 출신 이주민이 많은 동남아시아 국가에서 먹는 청명절 음식이다.

## 이름
민난어 뻐삐앙(po̍h-piáⁿ)은 중국어 보빙(薄饼, 薄餅, bóbǐng)에 대응한다.
말레이시아와 싱가포르에서는 포피아(말레이어: popia)라 부른다. 베트남에서는 보삐어(베트남어: bò pía), 태국에서는 뽀삐아(태국어: เปาะเปี๊ยะ)로 알려져 있다.

## 사진 갤러리

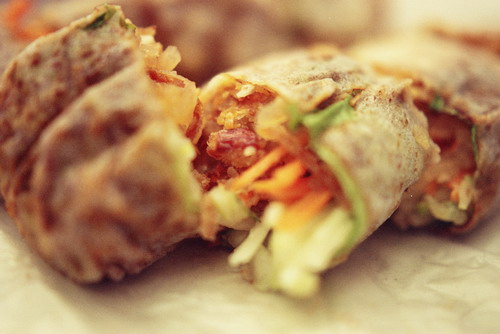
말레이시아의 포피아
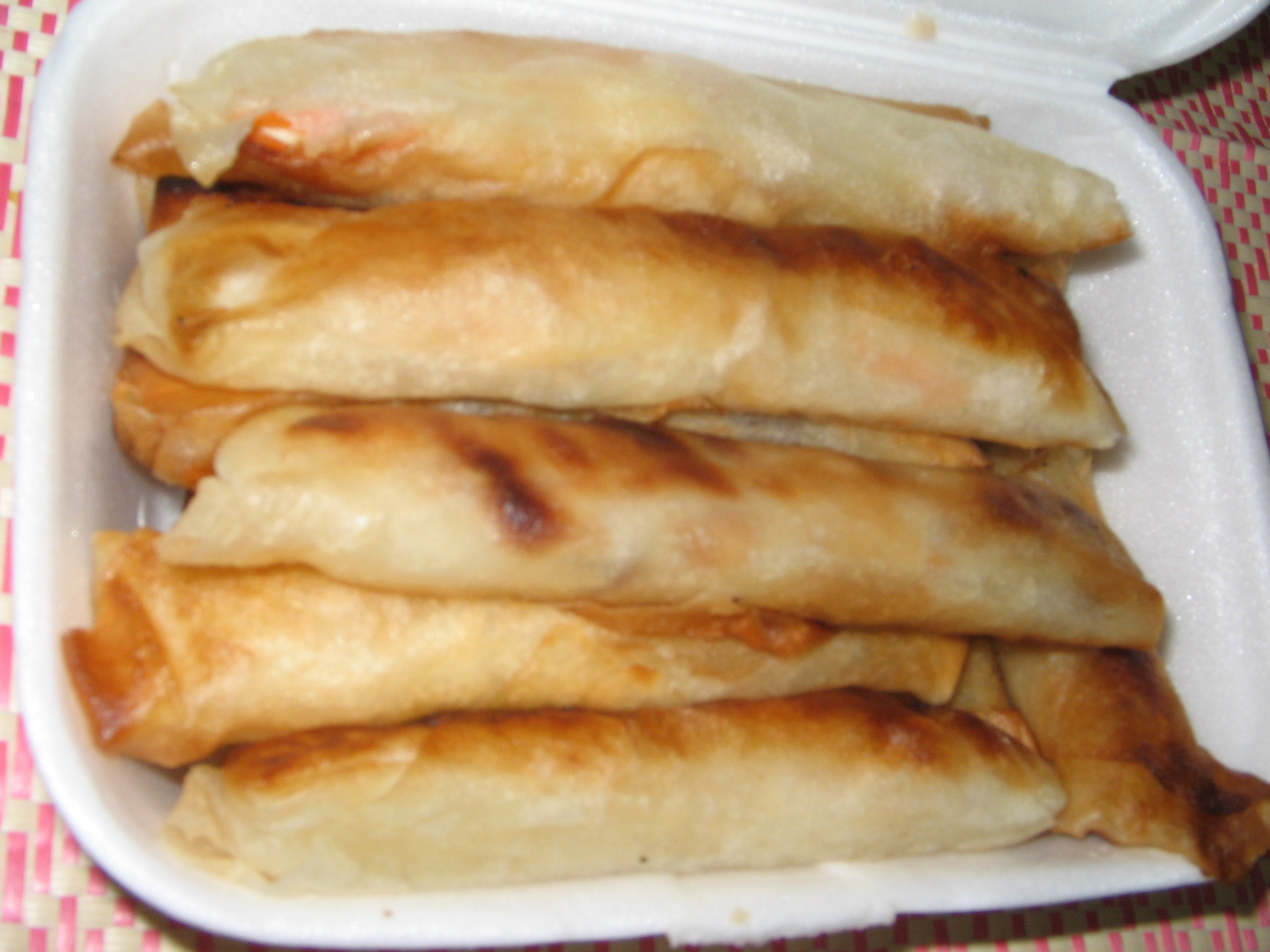
말레이시아의 튀긴 포피아
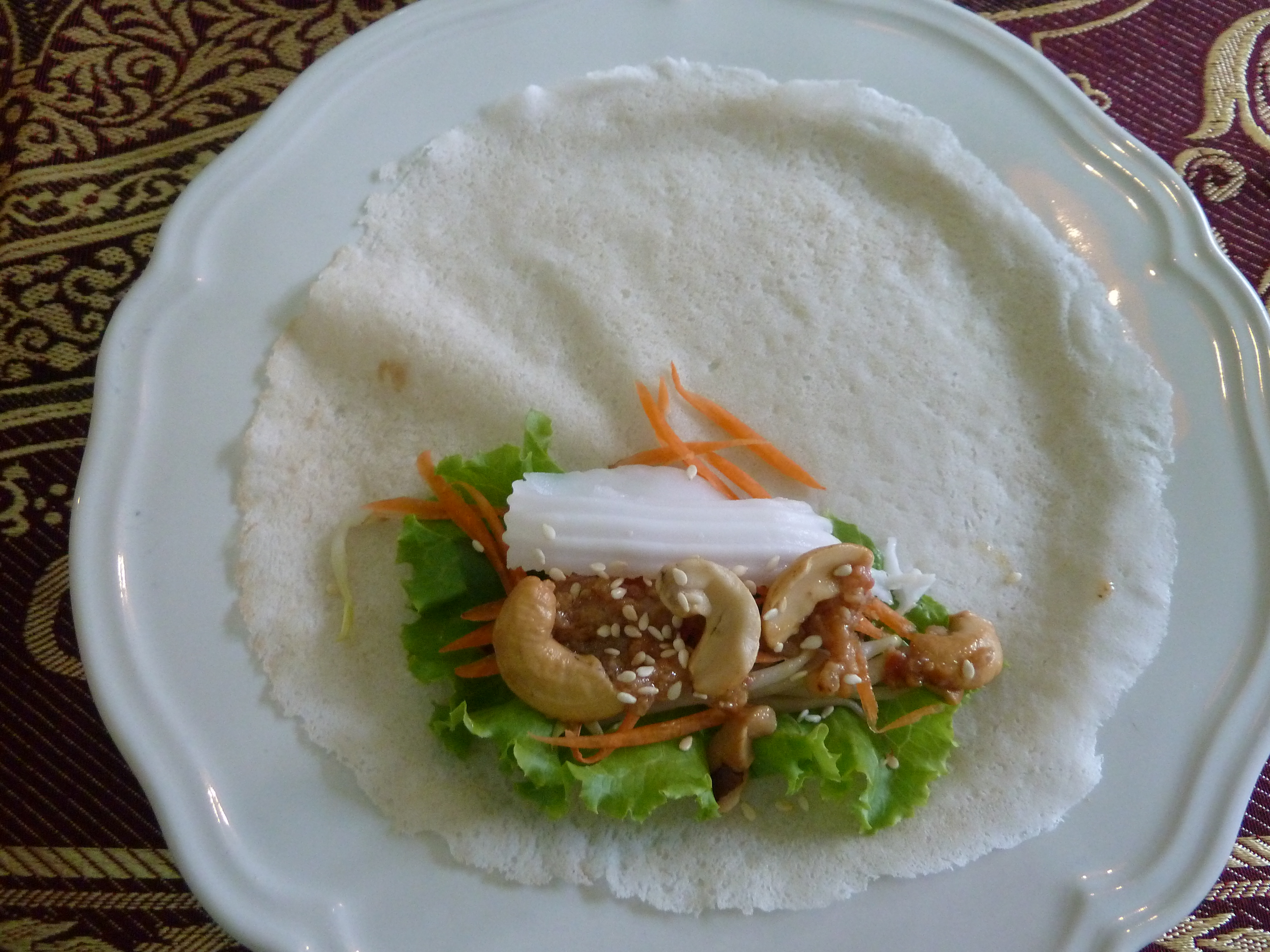
태국의 뽀삐아 만들기
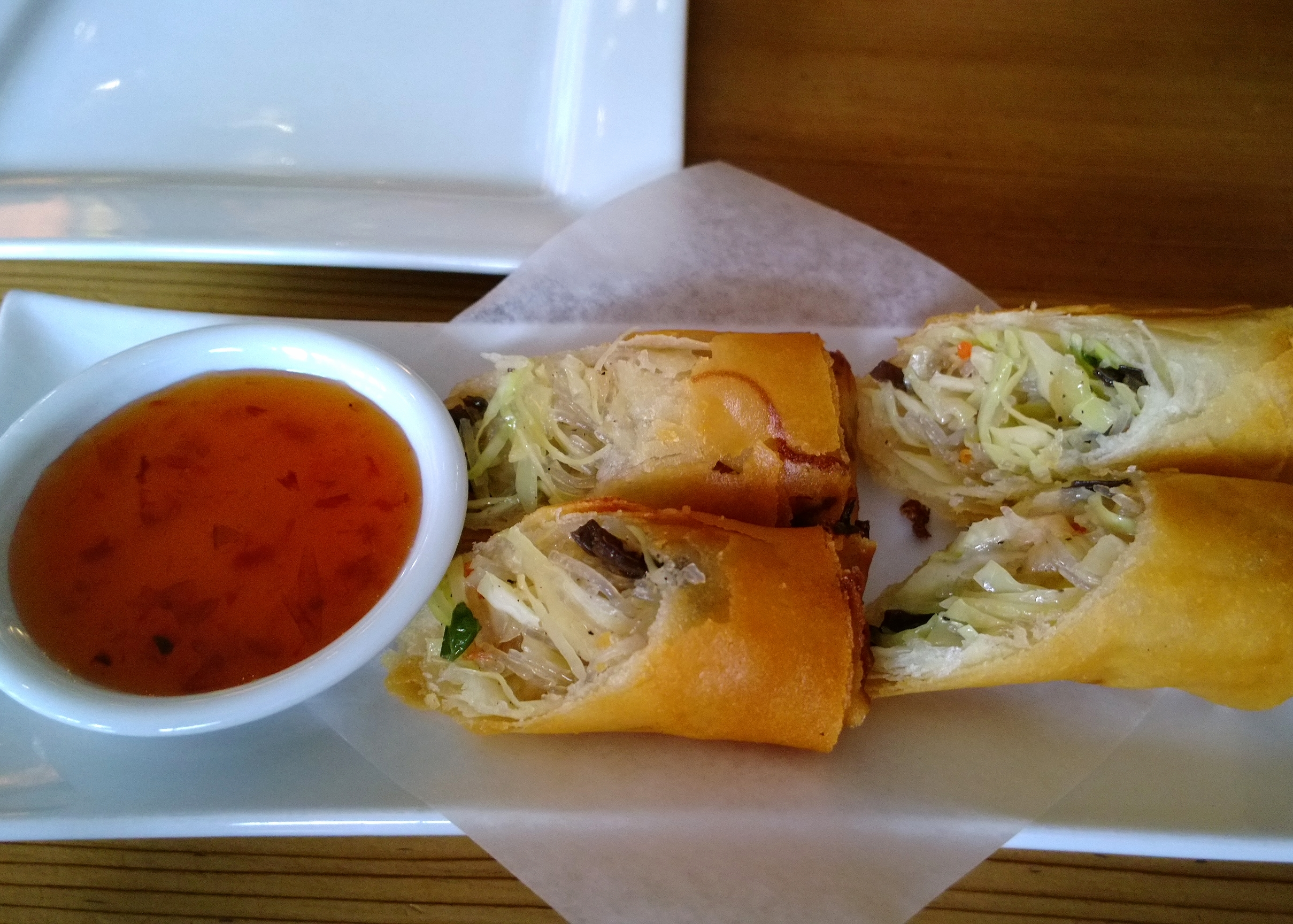
태국의 튀긴 뽀삐아

## 같이 보기
- 룬삐앙